# 덴노지구
덴노지구(일본어: 天王寺区 덴노지쿠[*])는 일본 오사카부 오사카시를 구성하는 24개 구 중 하나이다. 구명의 유래는 구내에 있는 시텐노지의 약칭이다.

## 지리
오사카 순환선 내의 남동쪽에 위치하는 오사카 도심부의 구이다. 북쪽과 서쪽은 주오구, 나니와구, 동쪽은 히가시나리구, 이쿠노구, 남쪽은 아베노구와 접한다.
덴노지 지구나 우에혼마치에는 상업 지역이 있지만 전체적으로는 주택지가 많고 또 공원, 교육 기관, 의료 기관도 많다. 단독주택이나 아파트 등의 저층 주택도 일부 지역을 제외하면 적고 빌딩이나 맨션 등 토지의 고도 이용이 진행되고 있다.

## 역사
- 1925년 - 미나미구(현 주오구)에서 분구해 탄생하였다.
- 1943년 - 히가시구, 미나미구, 나니와구와 경계를 조정해 현재에 이르고 있다.

## 교통

### 철도
- 서일본 여객철도
  - 오사카 순환선
    - (← 나니와구 신이마미야역) - 덴노지역 - 데라다초역 - 모모다니역 - 쓰루하시역 - 다마쓰쿠리역 - (주오구 모리노미야역 →)

- 긴키 닛폰 철도
  - 오사카선(나라선)
    - (← 주오구 (오사카시) 긴테쓰닛폰바시역) - 오사카우에혼마치역 - 쓰루하시역 - (이쿠노구 이마자토역 →)

- 오사카 메트로
  - 다니마치선
    - (← 주오구 다니마치 6초메역) - 다니마치 9초메역 - 시텐노지마에유히가오카역 - 덴노지역 - (아베노구 아베노역 →)

  - 센니치마에선
    - (← 주오구 닛폰바시역) - 다니마치 9초메역 - 쓰루하시역 - (히가시나리구 이마자토역 →)

### 도로
- 한신 고속도로
- 국도 제25호선